# Paramelambrotus whiteheadi
Paramelambrotus whiteheadi är en insektsart som beskrevs av Bo Tjeder 1992. Paramelambrotus whiteheadi ingår i släktet Paramelambrotus och familjen fjärilsländor. Inga underarter finns listade i Catalogue of Life.